# 400 Blows (ban nhạc Vương quốc Liên hiệp Anh)
400 Blows là một ban nhạc post-punk Vương quốc Liên hiệp Anh thành lập năm 1981.

## Lịch sử
400 Blows được thành lập tại Croydon, Nam Luân Đôn bởi Edward Beer vào năm 1981 cùng với hai người bạn, Alexander Fraser và Rob. Đĩa đơn đầu tay của ban nhạc được phát hành bởi hãng thu âm Concrete Productions do họ thành lập năm 1982. Năm 1983, ban nhạc ký hợp đồng với hãng thu âm Illuminated và sau đó phát hành album, "...if I kissed her I'd have to kill her first..." (trích lời của kẻ giết người hàng loạt Edmund Kemper với em gái gã, người đang trêu chọc gã muốn hôn cô giáo của mình). Năm 1985, ban nhạc phát hành đĩa đơn "Movin '". Đĩa đơn đạt thứ hạng 54 trên UK Singles Chart.
Thorpe sau này tiếp tục điều hành hãng thu âm Language.

## Danh sách đĩa nhạc

### Album
- "The Good Clean English Fist" (1985), Illuminated Entertainment
- "...if I kissed her I'd have to kill her first..." (1985), Illuminated Entertainment – UK Indie No. 3[3]
- Look (1986)
- The New Lords on the Block (1989), Concrete Productions
- The Jealous Guy (2006)

### Đĩa đơn
- "Beat the Devil" (1982), Concrete Productions
- "Return of the Dog" (1983), Illuminated
- "Declaration of Intent" (1984), Illuminated – UK Indie No. 24[3]
- "Pressure" (1984), Illuminated – UK Indie No. 27[3]
- "Groove Jumping" (1984), Illuminated – UK Indie No. 22[3]
- "Breakdown" / "Jive 69" (1985), Illuminated
- "Runaway" / "Breakdown" (1985), Illuminated
- "Movin'" (1985), Illuminated – UK No. 54, UK Indie No. 3[3]
- G.I. (1986), Saderal – with 23 Skidoo, UK Indie No. 15[3]
- Let the Music Play EP (1986), Illuminated
- "Champion Sound" (1991), Warrior
- "Play Like a Human" (1991), Warrior
- "Tension Release" (1992), Warrior

### Tuyển tập
- The Good Clean English Fist (1985), Dojo – UK Indie No. 17[3]
- Yesterday, Today, Tomorrow, Forever (1989), Concrete Productions